# News of the World (album)
News of the World is een album uit 1977 van de Britse rockgroep Queen. Het is de zesde elpee van de band en bevat de bekende nummers We Will Rock You en We Are The Champions. De plaat haalde in sommige hitlijsten de eerste plaats.
Van het album verschenen drie singles, We Will Rock You en We Are The Champions als een dubbele single, en Spread Your Wings. We Will Rock You werd in Europa nooit als single uitgebracht, maar was uitgebracht als een dubbele A-kant met We Are The Champions. In de VS werd We Will Rock You wel uitgebracht, maar dan in de snellere versie. De single We Are The Champions stond in Frankrijk 12 weken op nummer 1. Langer mocht een nummer daar niet op 1 staan, en de week erna stond dan ook We Will Rock You op die plek.
Verder kent het album ook een stevig nummer, Sheer Heart Attack, wat ook de naam was van het derde album van Queen. It's Late is een episch rocknummer, waarop Brian May wellicht als eerste popgitarist de gitaartechniek van tapping gebruikt en het laatste nummer is een rustig pianoliedje. Toen dit album uitkwam, was er behoorlijk wat kritiek op, maar naarmate de tijd vorderde, werd er positiever op gereageerd.

## Tracks
| 1.                 | We Will Rock You (May)         | 2:02 |
| 2.                 | We Are the Champions (Mercury) | 3:01 |
| 3.                 | Sheer Heart Attack (Taylor)    | 3:27 |
| 4.                 | All Dead, All Dead (May)       | 3:11 |
| 5.                 | Spread Your Wings (Deacon)     | 4:35 |
| 6.                 | Fight from the Inside (Taylor) | 3:03 |
| 7.                 | Get Down, Make Love (Mercury)  | 3:51 |
| 8.                 | Sleeping on the Sidewalk (May) | 3:07 |
| 9.                 | Who Needs You (Deacon)         | 3:07 |
| 10.                | It's Late (May)                | 6:27 |
| 11.                | My Melancholy Blues (Mercury)  | 3:29 |
| Totale duur: 39:30 |                                |      |

Op de heruitvoering uit 1991 staat ook een remix van "We Will Rock You".

## Hitnotering
| "News of the World" in de Nederlandse Album Top 100 - binnen: 12-11-1977 | "News of the World" in de Nederlandse Album Top 100 - binnen: 12-11-1977 | "News of the World" in de Nederlandse Album Top 100 - binnen: 12-11-1977 | "News of the World" in de Nederlandse Album Top 100 - binnen: 12-11-1977 | "News of the World" in de Nederlandse Album Top 100 - binnen: 12-11-1977 | "News of the World" in de Nederlandse Album Top 100 - binnen: 12-11-1977 | "News of the World" in de Nederlandse Album Top 100 - binnen: 12-11-1977 | "News of the World" in de Nederlandse Album Top 100 - binnen: 12-11-1977 | "News of the World" in de Nederlandse Album Top 100 - binnen: 12-11-1977 | "News of the World" in de Nederlandse Album Top 100 - binnen: 12-11-1977 | "News of the World" in de Nederlandse Album Top 100 - binnen: 12-11-1977 | "News of the World" in de Nederlandse Album Top 100 - binnen: 12-11-1977 | "News of the World" in de Nederlandse Album Top 100 - binnen: 12-11-1977 | "News of the World" in de Nederlandse Album Top 100 - binnen: 12-11-1977 | "News of the World" in de Nederlandse Album Top 100 - binnen: 12-11-1977 | "News of the World" in de Nederlandse Album Top 100 - binnen: 12-11-1977 | "News of the World" in de Nederlandse Album Top 100 - binnen: 12-11-1977 | "News of the World" in de Nederlandse Album Top 100 - binnen: 12-11-1977 | "News of the World" in de Nederlandse Album Top 100 - binnen: 12-11-1977 | "News of the World" in de Nederlandse Album Top 100 - binnen: 12-11-1977 | "News of the World" in de Nederlandse Album Top 100 - binnen: 12-11-1977 | "News of the World" in de Nederlandse Album Top 100 - binnen: 12-11-1977 | "News of the World" in de Nederlandse Album Top 100 - binnen: 12-11-1977 |
| Week                                                                     | 01                                                                       | 02                                                                       | 03                                                                       | 04                                                                       | 05                                                                       | 06                                                                       | 07                                                                       | 08                                                                       | 09                                                                       | 10                                                                       | 11                                                                       | 12                                                                       | 13                                                                       | 14                                                                       | 15                                                                       | 16                                                                       | 17                                                                       | 18                                                                       | 19                                                                       | 20                                                                       | 21                                                                       |                                                                          |
| ------------------------------------------------------------------------ | ------------------------------------------------------------------------ | ------------------------------------------------------------------------ | ------------------------------------------------------------------------ | ------------------------------------------------------------------------ | ------------------------------------------------------------------------ | ------------------------------------------------------------------------ | ------------------------------------------------------------------------ | ------------------------------------------------------------------------ | ------------------------------------------------------------------------ | ------------------------------------------------------------------------ | ------------------------------------------------------------------------ | ------------------------------------------------------------------------ | ------------------------------------------------------------------------ | ------------------------------------------------------------------------ | ------------------------------------------------------------------------ | ------------------------------------------------------------------------ | ------------------------------------------------------------------------ | ------------------------------------------------------------------------ | ------------------------------------------------------------------------ | ------------------------------------------------------------------------ | ------------------------------------------------------------------------ | ------------------------------------------------------------------------ |
| Nummer                                                                   | 17                                                                       | 3                                                                        | 1                                                                        | 1                                                                        | 1                                                                        | 1                                                                        | 1                                                                        | 2                                                                        | 2                                                                        | 4                                                                        | 5                                                                        | 6                                                                        | 11                                                                       | 17                                                                       | 22                                                                       | 33                                                                       | 33                                                                       | 31                                                                       | 37                                                                       | 39                                                                       | 45                                                                       | uit                                                                      |